# Amt Bergen bei Celle

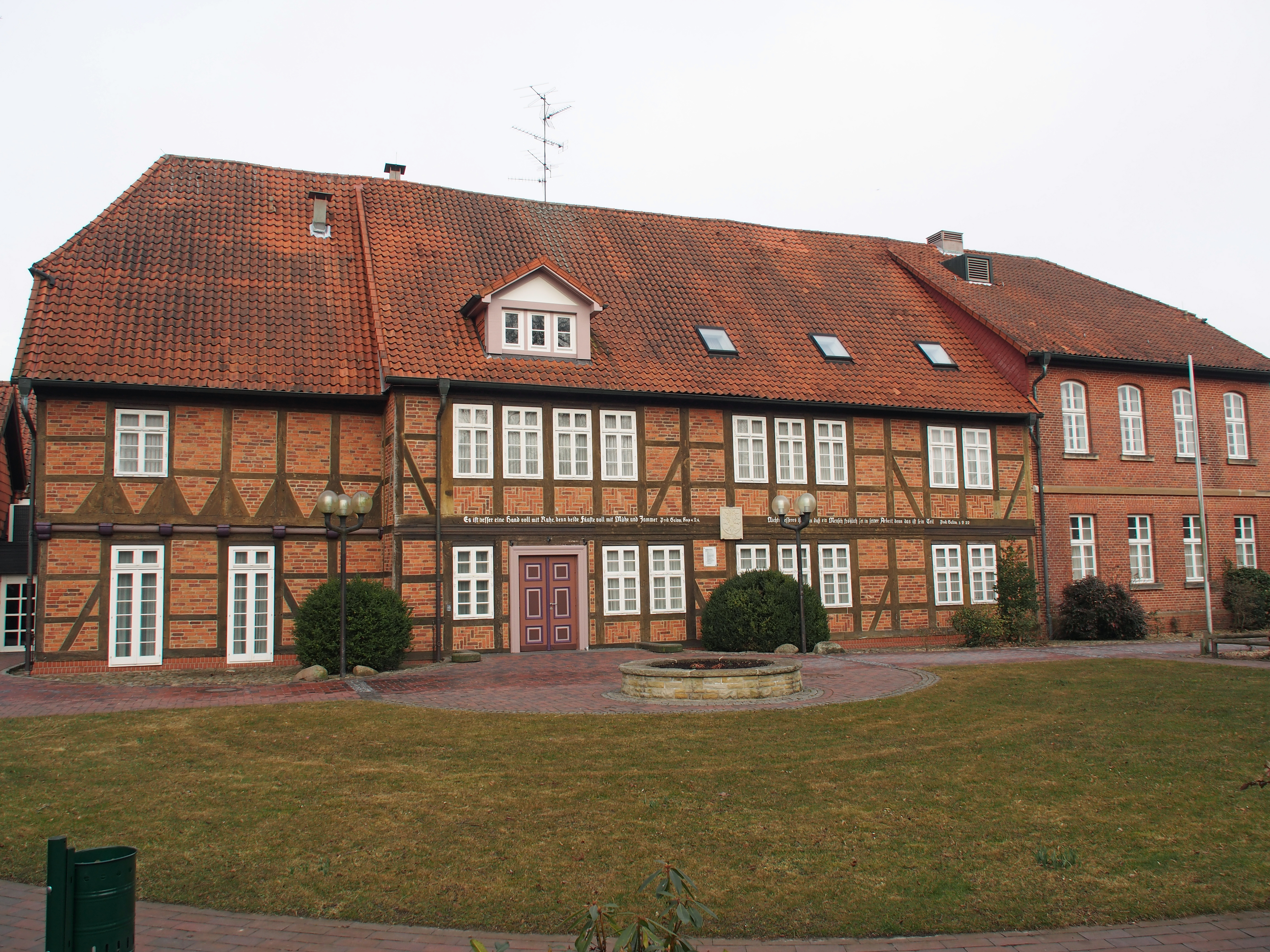
Ehemaliges Amtshaus Bergen

Das Amt Bergen bei Celle war ein historisches Verwaltungsgebiet des Fürstentums Lüneburg, später des Königreichs Hannover bzw. der preußischen Provinz Hannover.

## Geschichte
Im Kirchspiel Bergen, einem alten Zentralort der Lüneburger Heide, entstand im 15. Jahrhundert ein eigenes Gerichtswesen mit Gografen. Im 16. Jahrhundert sind erstmals Amtsvögte nachgewiesen, die bis 1772 der Aufsicht des Celler Großvogts unterstanden. 
Ab 1795 wurden die Amtsvogteien Bergen und Hermannsburg gemeinsam von Bergen aus verwaltet, zunächst provisorisch, ab 1802 definitiv. Im Zuge der Verwaltungsreform von 1852 wurden die Amtsvogteien Bergen und Hermannsburg zum Amt Bergen vereinigt. Hinzu kamen die Dörfer Poitzen und Schmarbeck sowie die Bauerschaft Ohöfe des Amts Ebstorf. Zugleich wurde die bisher zu Bergen gehörige Vogtei Wietzendorf mit den Dörfern Marbostel, Meinholz, Reddingen, Suroide und Wietzendorf abgetrennt. Ab 1867 bildete das Amt mit den Ämtern Ahlden, Fallingbostel und Soltau den Steuerkreis Fallingbostel. 1885 wurde es aufgehoben und in den Kreis Celle eingegliedert.

## Umfang
Bei seiner Aufhebung (1885) umfasste das Amt folgende Gemeinden:
| - Baven (*) - Beckedorf (*) - Becklingen - Belsen - Bergen - Bleckmar | - Bonstorf (*) - Diesten - Dohnsen - Eversen - Hagen - Hermannsburg (*) | - Hohne - Müden (Örtze) (*) - Nindorf - Offen - Oldendorf (*) - Poitzen (**) | - Schmarbeck (**) - Siedenholz (*) - Sülze - Wardböhmen - Weesen (*) |

(*) Aus der ehem. Amtsvogtei Hermannsburg; (**) aus dem Amt Ebstorf
- Karte mit allen verlinkten Seiten:
- OSM |
- WikiMap

## Amtmänner
- 1815–1821: Friedrich Wilhelm Ernst August von Meding, Drost
- 1822–1836: Carl Ernst von Drechsel, Drost
- 1837–1852: Ernst Friedrich Neuhaus, Amtmann
- 1853–1862: Carl August Kirchhoff, Amtmann
- 1862: August Friedrich Heinrich von Bothmer, Amtmann (auftragsweise)
- 1863–1868: Melchior Christoph Ludolph von der Decken, Amtmann
- 1868–1884: Bruno von Hohnhorst, Amtmann